# コスプレ☆アニマル
『コスプレ☆アニマル』は、栄羽弥による日本の漫画作品。『デザート』（講談社）にて2004年10月号から2010年3月号まで連載された。完結後、2010年4月号と5月号に番外編が掲載された。2010年11月時点で累計発行部数は300万部を記録している。

## あらすじ
コスプレが大好きな南リカは偶然出会い系サイトで出会った湯往元に一目惚れ。その親友伊藤アラタや色んな人たちとハプニングの連続。こんがらがった関係の行方は…?

## 登場人物
南リカ（みなみ りか）
主人公。コスプレ好き。特に制服、その中でもセーラー服が好き。
両親は離婚し、父親の哲洋（てつひろ）、祖母と実家暮らしだったが、高校だけ母親の葵（現在はカンボジア在住）の実家から通った。もともとは短大生だったが、本気で教師を目指すため四大の教育学部へ編入する（3年）。
幼い頃はアイドル好きで、戦隊モノならブルーが好きだった。近所のガキ大将を倒してしまうほど活発な子供だったらしい。
料理は苦手で、オーナーから教わっていた。オーナー曰く「見た目はイマイチだけど、不思議と味の塩梅はいい」とのこと。
12巻では、元の父親の壱作が、妻であるめぐるの思い出のウエディングドレスを燃やそうとしていたのを止めようとして腕に火傷を負い、入院してしまう。その火傷が原因で元と別れてしまうが、最終話で復縁。さらにその後の番外編（14巻収録）で元と結婚する。
栃木県出身（現在は東京暮らし）。20歳。2月19日生まれ。魚座。160cm。45kg。
湯往元（ゆおう はじめ）
リカの彼氏で、別名「ケモノ王子」。モテるが本人はリカ一筋。
東京都講談市立八城高校2年A組。18歳。11月20日生まれ。蠍座。184cm。64kg。
母親（めぐる）は中学生の時に病気で亡くしており、父親もアメリカにいるため、現在は１人暮らし。幼い頃に両親が喧嘩して、母親が家出をする度にアラタの家に来ていたらしい。そのためアラタの家には、元専用の部屋がある。
6巻では、父親が仕事中に事故に遭ったという連絡を受けたため、１人でアメリカへ向かう。その後帰国し、最終話の後の番外編にてリカにプロポーズし、結婚する。
伊藤アラタ（いとう あらた）
元の親友でリカが好き。サディストな性格で、別名「いじめっ子王子」。
医者の息子で金持ち。成績も良く、おサチTに気に入られている。大して視力が悪く無いのに眼鏡をかけている。
東京都講談市立八城高校2年A組。18歳。2月18日生まれ。183cm。66kg。
14巻では、オーナーの姉から紹介された「来懿（ライ）」という女の子と知り合い、付き合う事になる。
古賀壮生（こが そうき）
リカが編入した四大の理工学部4年生。携帯の取り違いでリカと出会う。女癖が悪い。
幼い頃から父親が忙しく有名モデルである母親と２人でいる事が多かったが、その母親の「息子がいる事をプロフィールから削除してほしい」という言葉を聞き、それ以来、他人に本当の自分の姿を見せようとしなかった。 友人の西据によると、今まで自宅に人を招き入れたことも無いらしい（リカが初めて）。後にフェリーチェのウエイターになる。
オーナー
名前年齢不詳。魔性のゲイ。元・アラタのバイト先「フェリーチェ」のオーナー。牡牛座。姉がいる。
小田切孝次（おだぎり　こうじ）
フェリーチェのウエイター。元スプリンター。彼女は出版社勤務で4歳年上の早苗。ちなみに「二の腕マニア」。
遠藤光昭（えんどう　みつあき）
フェリーチェウエイター。童顔で少し毒舌。彼女は男が苦手な妃都恵。ちなみに「唇マニア」。
水野健（みずの　けん）
フェリーチェウエイター。体育会系で思った事はすぐ口にするタイプ。彼女は実はドMなミユ。フェリーチェボーイズの中では１番年下？　ちなみに「おっぱいマニア」。
淡宮譲（あわみや ゆずる）
フェリーチェウエイター。オーナーの事が好き（？）な不思議クン。ちなみに「禁断の恋マニア」。
ヒロコ
リカの親友。あだ名は「ヒロちゃん」。彼氏の大好きなAV女優の真似をしたら拒否され、DVDを叩き割ったというある意味恐ろしい人物。
ゆーくん
ヒロの彼氏。いかつい顔をしている。女心を理解しておらず、リカに怒られる。
本多祐平（ほんだ　ゆうへい）
リカの元彼。２年ぶりに同窓会で再会した。実家は創業160年の老舗の和装屋。現在は営業マンで、同窓会の翌日に香港へ出張する予定だった。リカ曰く「お互い嫌いで別れたわけじゃない」とのこと。
岩井映子（いわい　えいこ）
フェリーチェで開催された「愛のお料理教室」に参加していたリカと同い年のシングルマザー。
その料理教室で息子の尊を置いて帰ろうとしていたが、元やリカのおかげで思い止まる。
直子（なおこ）
夏祭りの日にリカが出会った女の子で、元とアラタの中学の頃の同級生。
アラタに好かれていたようだが、彼女は元の事が好きだった（？）現在は彼氏持ち。
伊藤千里（いとう せんり）
アラタの兄。帰国して医大に復帰。かわいい女の子を見るとつい手を出す性格。アラタを「アッちゃん」と呼ぶ。
佐伯（さえき）
教育実習でリカと一緒だった。学祭の徹夜準備の際、屋上で千里とキスしているのをリカに見られる。
大柳幸子（おおやぎ さちこ）
八城高校教務主任。通称おサチT。アラタと千里がお気に入り。
福野みずほ（ふくの みずほ）
リカの父親（哲洋）の恋人で10歳年下。
12巻では、改装したばかりの新装フェリーチェで哲洋と結婚式を挙げる。妊娠中だったが、最終話の前の話で女の子を出産する。
辻舞子（つじ まいこ）
元・アラタのクラスメイト。元が好きで、リカとアラタをくっつけようとしたり、元の誕生日の日にリカに勝負を申し込むも負ける。
柳沢エリ（やなぎさわ　えり）
元・アラタのクラスメイトで、舞子の友人。舞子と共にアラタとリカをくっつけようと企むも失敗する。
小中しおり（こなか しおり）
リカのいとこの子供。8歳。子供ながらに鋭いツッコミをしてリカを困らせる。
小中さおり（こなか さおり）
しおりの妹。5歳。元になつく。
節（せつ）
四大の時のリカの友人。あだ名は「せっちゃん」。明るいギャル風の女の子。
地元に彼氏がいたが、ケンカ別れをする。その後、壮生の友人の西据と付き合う事になる。
かすみ
四大の時のリカの友人。ボーイッシュな感じの女の子。
木ノ内深咲（きのうち みさき）
アメリカで入院している時に壱作の世話をしていた女性。元の初めての女（未確認）。
湯往壱作（ゆおう　いっさ）
元の父。アメリカでパイロットをしていたが、事故に遭い、しばらくはアメリカの病院で治療していたが、12巻でアラタの父親がやっている病院（伊藤医院）へ転院する。
妻（めぐる）が亡くなった日、深咲の「元がケガをした」という嘘で病院に行けず、たまたま自宅で一緒にいるところを元に見られてしまった。そのため、その事実を知らない元からは深咲と愛人関係にあると勘違いされ、良く思われていない。仕事第一で、家族とあまり触れ合う時間が無かった事を後悔している。リカ曰く「外見は元に激似」らしい。

## 書誌情報
- 栄羽弥『コスプレ☆アニマル』講談社〈講談社コミックスデザート〉、全14巻
  1. 2004年12月13日発行（同日発売[4]）、ISBN 4-06-365304-8
  2. 2005年6月13日発行（同日発売[5]）、ISBN 4-06-365324-2
  3. 2005年11月11日発行（同日発売[6]）、ISBN 4-06-365356-0
  4. 2006年6月13日発行（同日発売[7]）、ISBN 4-06-365381-1
  5. 2006年10月13日発行（同日発売[8]）、ISBN 4-06-365413-3
  6. 2007年5月11日発行（同日発売[9]）、ISBN 978-4-06-365449-3
  7. 2007年10月12日発行（同日発売[10]）、ISBN 978-4-06-365472-1
  8. 2008年2月13日発行（同日発売[11]）、ISBN 978-4-06-365485-1
    - 特製版、ISBN 978-4-06-362100-6

  9. 2008年7月11日発行（同日発売[12]）、ISBN 978-4-06-365510-0
  10. 2008年11月21日発行（同日発売[13]）、ISBN 978-4-06-365533-9
  11. 2009年5月13日発行（同日発売[14]）、ISBN 978-4-06-365550-6
  12. 2009年10月13日発行（同日発売[15]）、ISBN 978-4-06-365573-5
  13. 2010年2月12日発行（同日発売[16]）、ISBN 978-4-06-365589-6
  14. 2010年7月13日発行（同日発売[17]）、ISBN 978-4-06-365611-4

## ムービーコミック
- BeeTVにてキャラクターのセリフが音声化され、2010年12月から配信されている[18]。

### キャスト
- 南リカ:豊口めぐみ
- 湯住元:櫻井孝宏
- 伊藤アラタ:羽多野渉
- オーナー:佐々木望
- 佐伯さん、小中さおり、柳沢えり:片岡あづさ
- 水野健:薮中亮平
- 小田切孝次:三宅貴大
- 辻舞子、小中しおり:原紗友里

## ゲーム
- コスプレ★アニマル　カフェ恋（ジャンル：恋愛シミュレーションゲーム）配信は講談社のモバイルゲームサイト。携帯電話向けのアプリ。2012年5月31日にサービス終了。